# Clive Roberts
Clive Roberts (19 de marzo de 1958) es un deportista británico que compitió en remo. Ganó dos medallas de oro en el Campeonato Mundial de Remo, en los años 1978 y 1980.

## Palmarés internacional
| Campeonato Mundial | Campeonato Mundial     | Campeonato Mundial | Campeonato Mundial      |
| Año                | Lugar                  | Medalla            | Prueba                  |
| ------------------ | ---------------------- | ------------------ | ----------------------- |
| 1978               | Copenhague (Dinamarca) | Medalla de oro     | Ocho con timonel ligero |
| 1980               | Malinas (Bélgica)      | Medalla de oro     | Ocho con timonel ligero |